# Plutarchos från Alexandria
Plutarchos (grekiska: Πλούταρχος, Ploútarchos), död omkring 430 e.Kr., var en filosof från Alexandria. Han utgör huvudrepresentanten för den riktning, som sökte sammansmälta pythagoreism och platonism och i många avseenden utgjorde en viktig förberedelse för nyplatonismen. Plutarchos var far till Asklepigenia och han var bland annat lärare till Hypatia.
Han ska inte förväxlas med den mer kände Plutarchos, död omkring 120 e.Kr.